# Élections législatives de 1877 en Lot-et-Garonne
Les élections législatives de 1877 ont eu lieu les 14 et 28 octobre 1877.

## Résultats à l'échelle du département
| Partis         | Partis                            | Premier tour | Premier tour | Sièges |
| Partis         | Partis                            | Voix         | %            | Sièges |
| -------------- | --------------------------------- | ------------ | ------------ | ------ |
|                | Gauche républicaine, Républicains | 44 573       | 51,26        | 3      |
|                | Bonapartistes                     | 33 703       | 38,76        | 1      |
|                | Légitimistes                      | 8 683        | 9,99         | 0      |
|                |                                   |              |              |        |
| Inscrits       | Inscrits                          | 102 551      | 100,00       | 4      |
| Votants        | Votants                           | 87 459       | 85,28        |        |
| Abstentions    | Abstentions                       | 15 092       | 14,72        |        |
| Blancs et nuls | Blancs et nuls                    | 500          | 0,57         |        |
| Exprimés       | Exprimés                          | 86 959       | 99,43        |        |

## Résultats par arrondissement

### Arrondissement d'Agen
| Candidats      | Candidats                           | Étiquette           | Premier tour | Premier tour |
| Candidats      | Candidats                           | Étiquette           | Voix         | %            |
| -------------- | ----------------------------------- | ------------------- | ------------ | ------------ |
|                | Gustave de Laffitte de Lajoannenque | Gauche républicaine | 11 455       | 56,88        |
|                | Châteaurenard                       | Légitimiste         | 8 683        | 43,12        |
|                |                                     |                     |              |              |
| Inscrits       | Inscrits                            | Inscrits            | 24 378       | 100,00       |
| Votants        | Votants                             | Votants             | 20 271       | 83,15        |
| Abstention     | Abstention                          | Abstention          | 4 701        | 16,85        |
| Blancs et nuls | Blancs et nuls                      | Blancs et nuls      | 133          | 0,66         |
| Exprimés       | Exprimés                            | Exprimés            | 20 138       | 99,34        |

### Arrondissement de Marmande
| Candidats      | Candidats      | Étiquette           | Premier tour | Premier tour |
| Candidats      | Candidats      | Étiquette           | Voix         | %            |
| -------------- | -------------- | ------------------- | ------------ | ------------ |
|                | Léopold Faye   | Gauche républicaine | 13 800       | 50,70        |
|                | Boisvert       | Bonapartiste        | 13 417       | 49,30        |
|                |                |                     |              |              |
| Inscrits       | Inscrits       | Inscrits            | 31 022       | 100,00       |
| Votants        | Votants        | Votants             | 27 313       | 88,04        |
| Abstention     | Abstention     | Abstention          | 3 709        | 11,96        |
| Blancs et nuls | Blancs et nuls | Blancs et nuls      | 96           | 0,35         |
| Exprimés       | Exprimés       | Exprimés            | 27 217       | 99,65        |

### Arrondissement de Nérac
| Candidats      | Candidats        | Étiquette           | Premier tour | Premier tour |
| Candidats      | Candidats        | Étiquette           | Voix         | %            |
| -------------- | ---------------- | ------------------- | ------------ | ------------ |
|                | Armand Fallières | Gauche républicaine | 8 961        | 57,52        |
|                | Camille Dollfus  | Bonapartiste        | 6 619        | 42,48        |
|                |                  |                     |              |              |
| Inscrits       | Inscrits         | Inscrits            | 18 758       | 100,00       |
| Votants        | Votants          | Votants             | 15 690       | 83,64        |
| Abstention     | Abstention       | Abstention          | 3 068        | 16,36        |
| Blancs et nuls | Blancs et nuls   | Blancs et nuls      | 110          | 0,70         |
| Exprimés       | Exprimés         | Exprimés            | 15 580       | 99,30        |

### Arrondissement de Villeneuve-sur-Lot
| Candidats      | Candidats       | Étiquette      | Premier tour | Premier tour |
| Candidats      | Candidats       | Étiquette      | Voix         | %            |
| -------------- | --------------- | -------------- | ------------ | ------------ |
|                | Herman Sarrette | Bonapartiste   | 13 667       | 56,89        |
|                | Gay             | Républicain    | 10 357       | 43,11        |
|                |                 |                |              |              |
| Inscrits       | Inscrits        | Inscrits       | 28 393       | 100,00       |
| Votants        | Votants         | Votants        | 24 185       | 85,18        |
| Abstention     | Abstention      | Abstention     | 4 208        | 14,82        |
| Blancs et nuls | Blancs et nuls  | Blancs et nuls | 161          | 0,67         |
| Exprimés       | Exprimés        | Exprimés       | 24 024       | 99,33        |